# Amions
Amions è una frazione del nuovo comune francese di Vézelin-sur-Loire, operativo dal 1º gennaio 2019 con decreto prefettizio del 20 giugno 2018.
Si trova nel dipartimento della Loira della regione dell'Alvernia-Rodano-Alpi.

## Società

### Evoluzione demografica
Abitanti censiti